# نادي لندن
على عكس نادي باريس ، ليس لنادي لندن وجود صريح أو أهمية كنادي باريس ، ففي بعض الأحيان ، تجتمع لجان خاصة ، تضم بعض المصارف الرئيسة الدائنة ،في الحالات التي يكون فيها الوضع في دولة ما مدينة للمصارف التجارية الدولية ، للبحث معه في عقد اتفاق ينضم التزاماته المالية من جديد لعدم قدرته على تسديد ما بذمته من ديون سابقة .
- نادي لندن هو نادي شكلي يتألف من مجموعة من الدائنين التجاريين .
- يضم نادي لندن (600) من البنوك التجارية من الدول الصناعية .
- يضم نادي لندن مجموعة الدول الثماني ومؤسسات مالية دولية أخرى.
- من شروط التفاوض مع نادي لندن لإعادة جدولة الديون المستحقة على الدول النامية خاصة هو التوقيع المسبق لاتفاق التكييف الهيكلي مع كل من صندوق النقد والبنك الدوليين ، علما أن القروض التي يمنحها نادي لندن تعتبر ضئيلة مقارنة بتلك التي يمنحها نادي باريس.

أما تاريخ نشأة نادي لندن ، فلا يمكن تحديده بالضبط ، ولكن الاجتماع الأول له يذكر أنه قد حصل في عام 1976، إذ اجتمعت حينها مجموعة الثماني لحل مشكلة الديون المستحقة على دولة زائير.
شروط منح القروض للدول المحتاجة من نادي لندن فهي :
1. تعهد الدولة النامية المحتاجة بمكافحة الفساد الإداري والمالي .
2. توفير مبادئ الديمقراطية والشفافية .
3. توفير مبادئ الحكم الرشيد.
4. حماية حقوق الإنسان وحقوق الأقليات السياسية والدينية .
5. التعهد بمكافحة الإرهاب كشرط لمنح القروض والمساعدات للدول النامية .

## وصلات خارجية
- الموقع الرسمي www.londonpandi.com